# Deng Ai
Deng Ai (197 - 264) nome de cortesia, Shizai , foi um general militar e politico chinês, no período dos Três Reinos na China pelo estado do Wei.
Teve importância histórica e feitos militares para o Wei, contra o estado de  Shu Han, principalmente no ano de 263, quando realizou uma campanha militar em Chengdu, resultando na rendição de Liu Shan, o imperador de Shu.